# 青梅鉄道楽々園
青梅鉄道楽々園（おうめてつどうらくらくえん）は、東京都青梅市にかつて存在した遊園地である。青梅鉄道（現・東日本旅客鉄道（JR東日本）青梅線）が経営していた。

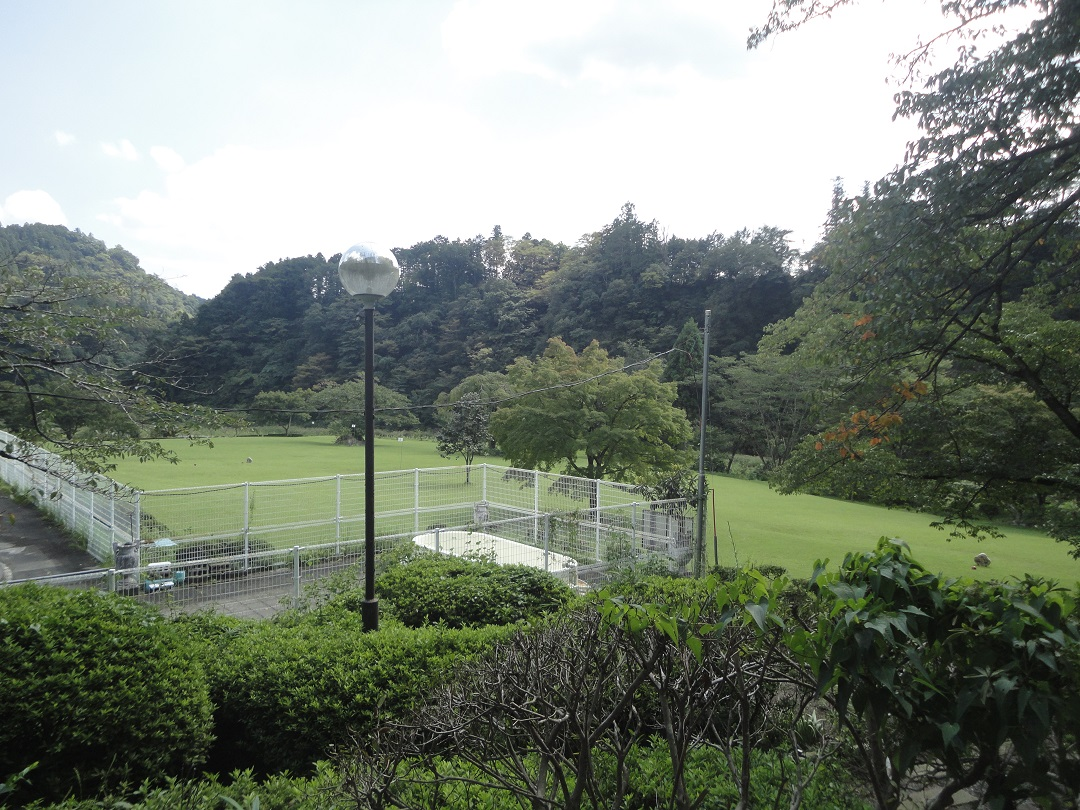
かつて青梅市にあった『楽々園』の跡地。現在はブリヂストン奥多摩園。奥の芝生部分はパークゴルフ場。

## 概要
1921年5月に開園した。その後1928年10月には最寄り駅となる楽々園停留場（現・石神前駅）が開業した。太平洋戦争以前は、ファミリー客で賑わっており、大正時代には西多摩唯一の遊園地であった。当時の入園料は大人20銭、小人10銭だった。
元々は青梅鉄道が立川～青梅間を開通させた後の1920年（大正9年）に二俣尾まで延伸させたことにより、御嶽神社の例祭の参詣客に加え、登山を目的とした行楽客が増えたため、新たな誘致策を考える必要があった。当時の専務取締役が大阪の摂津の牡丹100株を石神前に移植してそこを『牡丹園』として開設し、都市で生活する人々の憩いの場所として提供しようとしたのが始まりであった。『牡丹園』は後に他の施設を含め『楽々園』に名称を変えた。
青梅鉄道は後に御嶽までの延伸が決定し、御嶽駅周辺の開発に重点を置くようになると、『楽々園』の経営からは退いた。実質、青梅鉄道の観光地である御岳山の玄関口となった。当時は奥多摩町方面に線路はなく、御嶽駅が終点だった。
青梅市郷土博物館には、運営当時の楽々園のパンフレット（当時）が所蔵されている。
閉園後、戦時中は立川飛行機の練成道場や厚生施設、戦後はプリンス自動車販売の社員寮、1960年代にブリヂストン社の保養施設の『奥多摩園』として整備（2013年に施設をリニューアル）。宿泊棟、食堂棟、研修棟などの建物のほか、多摩川に面している広大な芝生の広場はパークゴルフ場になっており、付近には奥多摩園を天皇ら皇族が度々訪れた折に植樹した木が数本立っている。

## 青梅鉄道楽々園の当時の施設など
- ホテル多摩山荘（宿泊料：和室2円～、洋室3円～、チップ制。食事代は別料金）
- 動物園
- 水禽小屋
- 温室
- 簡易和洋食堂
- 売店
- 貸別荘
- 大運動場
- テニスコート
- 大藤棚
- 大山スベリ
- 児童遊戯場
- 砂遊場
- 大小四阿（あずまや）
- バスケットボール場
- フットボール場
- 釣り堀
- プール
- 相撲場
- 演芸場（ステージ）
- 庭園（青龍の滝、梅林、牡丹園、つつじ園、大芝生、池泉、渓流、観月橋、納涼洞、河原、竹林、草花園等）
- 吉野近道楽々園橋（吉野梅郷に通じる多摩川にかかる橋）